# Possibili scenari
Possibili scenari es el sexto álbum de estudio del cantautor italiano Cesare Cremonini, lanzado el 24 de noviembre de 2017 por Trecuori. Encabezó las listas de álbumes italianos en la semana de su lanzamiento. 
El 7 de diciembre de 2018 se reeditó el disco en edición para piano y voz, en el que el artista reescribió por completo los arreglos de las piezas originales con el solo en piano.

## Lista de canciones
| N.º | Título                       | Duración |  |
| 1.  | «Possibili scenari»          | 5:11     |  |
| 2.  | «Kashmir-Kashmir»            | 4:09     |  |
| 3.  | «Poetica»                    | 4:53     |  |
| 4.  | «Un uomo nuovo»              | 5:41     |  |
| 5.  | «Nessuno vuole essere Robin» | 4:44     |  |
| 6.  | «Silent Hill»                | 4:13     |  |
| 7.  | «Il cielo era sereno»        | 4:33     |  |
| 8.  | «La isla»                    | 4:46     |  |
| 9.  | «Al tuo matrimonio»          | 4:25     |  |
| 10. | «La macchina del tempo»      | 7:02     |  |